# The Founding of a Party
Pour plus de détails, voir Fiche technique et Distribution.
The Founding of a Party (ou Beginning of the Great Revival) est un film chinois réalisé par Huang Jianxin et Han Sanping (en), sorti pour fêter le 90e anniversaire du Parti communiste chinois, en 2011. Il rassemble un grand nombre d'acteurs célèbres de Chine continentale, Hong-Kong et Taïwan. 

## Fiche technique
- Musique : Shu Nan, Ma Shangyou